# Hardissen
Hardissen ist ein Ortsteil der lippischen Stadt Lage in Nordrhein-Westfalen. Bis zur Eingemeindung nach Lage am 1. Januar 1970 war Hardissen eine selbstständige Gemeinde.

## Verkehr
Hardissen liegt an der Buslinie 748 von Lage nach Lemgo. Bedient wird diese Linie vom DB Bahn Ostwestfalen-Lippe-Bus.

## Bildung
Der Ortsteil Hardissen verfügt über eine eigene Grundschule.

## Schutzgebiete
Nördlich von Hardissen ist entlang des Oetternbach das Naturschutzgebiet „Hardisser Moor“ ausgewiesen.